# Charles Herrmann
Charles Herrmann, né le 21 janvier 2006 à Hanovre en Allemagne, est un footballeur allemand qui évolue au poste d'ailier gauche au Borussia Mönchengladbach.

## Biographie

### En club
Né à Hanovre en Allemagne, Charles Herrmann est notamment formé au Hanovre 96 avant de rejoindre en 2020 le centre de formation du Borussia Dortmund. Il est considéré comme l'un des jeunes joueurs les plus prometteurs du club.
Lors de l'été 2024, Charles Herrmann rejoint librement le Borussia Mönchengladbach. Le transfert est annoncé le 10 juin 2024 et il doit dans un premier temps intégrer les équipes de jeunes du club,.

### En sélection
Charles Herrmann joue son premier match avec l'équipe d'Allemagne des moins de 17 ans le 11 janvier 2023, contre l'Angleterre. Titulaire, il se fait également remarquer ce jour-là en inscrivant son premier but, participant ainsi à la victoire des siens (3-0 score final).
En mai 2023, il est retenu avec les moins de 17 ans par le sélectionneur Christian Wück (en) afin de participer au Championnat d'Europe.
L'Allemagne atteint la finale de la compétition après sa victoire face à la Pologne le 30 mai 2023 (3-5 score final). Durant cette demi-finale il est notamment l'auteur d'un but et d'une passe décisive. Il est titularisé lors de la finale, remportée par les Allemands face à la France après une séance de tirs au but, le 2 juin 2023.

## Palmarès
Allemagne -17 ans
- Championnat d'Europe -17 ans
  - Vainqueur : 2023
- Coupe du monde des moins de 17 ans
  - Vainqueur en 2023